# Trindade (Wyspy Świętego Tomasza i Książęca)
Trindade – miasto na Wyspach Świętego Tomasza i Książęcej, na Wyspie Świętego Tomasza; 16140 mieszkańców (2012). Drugie co do wielkości miasto kraju.